# Lyzeum Zarskoje Selo
Das Kaiserliche Lyzeum in Zarskoje Selo (auch Alexander-Lyzeum, Puschkin-Lyzeum) nahe Sankt Petersburg wurde Anfang des 19. Jahrhunderts von Zar Alexander I. als Eliteschule für Jungen gegründet. 

## Schulhaus

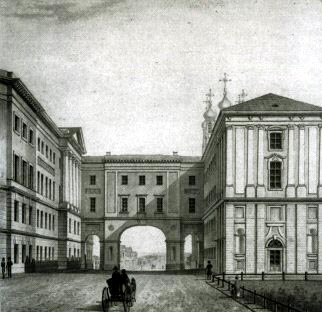
Zeichnung des Lyzeum aus dem 19. Jahrhundert

Das Lyzeum befand sich in dem vierstöckigen „neuen“ Flügel des Katharinenpalastes, der kaiserlichen Sommerresidenz in Zarskoje Selo. Für das Lyzeum wurden einige Anpassungen vorgenommen, so die Einrichtung eines Krankenzimmers, einer Küche und anderer häuslicher Einrichtungen. Der dem Lyzeum zur Verfügung gestellte Flügel erwies sich allerdings als so baufällig, dass nur neun Jahre nach dem Bezug umfangreiche Renovierungen notwendig waren, die von Wassili Petrowitsch Stassow durchgeführt wurden.

## Gründung
Ursprünglich wurde die Schule gemäß der Anordnung von Zar Alexander I. im August 1810 gegründet, um hier Nikolaus I. und Michail Pavlovich, die Geschwister Alexander I., gemeinsam mit Altersgenossen und abseits des Hofes zu erziehen. Ziel war es, diese auf ihre späteren Aufgaben am Hof vorzubereiten. 
Die anderen Schulplätze waren der Ausbildung adliger Kinder aus den besten Familien Russlands vorbehalten, für die eine Karriere als Staatsbeamten vorgesehen war. Die Schule galt als die höchste Bildungseinrichtung im zaristischen Russland. Das Lyzeum wurde offiziell am 19. Oktober 1811 eröffnet. Die Schule unterstand zunächst der Führung des Ministeriums für volkseigene Bildung, später dem Militärsamt. Aufgenommen wurden Kinder adliger Herkunft im Alter zwischen 10 und 12 Jahren. Wurden zu Beginn nur etwa 30 Schüler unterrichtet, stieg diese Zahl später (1832) auf bis zu 100.

## Unterrichtsgestaltung

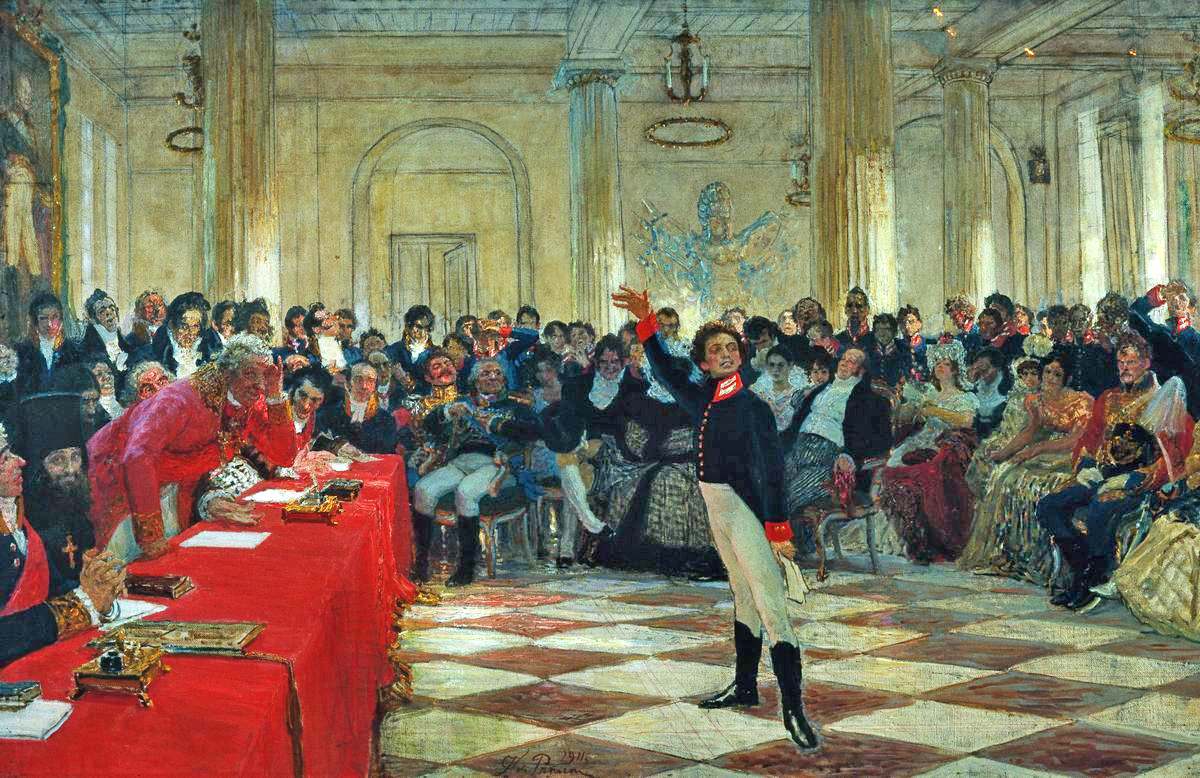
Der 14-jährige Puschkin trägt Derschawin im Lyzeum ein Gedicht vor

Ebenso wie zu Beginn der Schule die Vorstellungen über Inhalte und Ziele des Unterrichts noch nicht klar definiert waren, so wurde auch das Lehrpersonal eher zufällig zusammengestellt. Die Folge waren ein unstrukturierter Lehrplan und zumeist sehr junge, unterqualifizierte Professoren, die kaum den Ansprüchen eines normalen Gymnasiums genügten. Dies änderte sich erst, nachdem die Zarenfamilie Romanow von ihren Plänen bezüglich der Ausbildung von Nikolaus I. und Michail in Zarskoje Selo Abstand genommen hatten. Hierdurch ließ das Interesse sowie die Einmischung des Hofes an der Schule stark nach. Verstärkt wurde diese Distanz noch durch den ersten Direktor, der auf die strenge Abgeschlossenheit der Schüler achtete und diese mittels beschränkter Ausgangserlaubnis und Einschränkung von Besuchen durch Angehörige durchsetzte. 
Durch diese Abgeschlossenheit entwickelte sich ein eigenständiges Schulklima, das durch einige junge Professoren mit humanistischen pädagogischen Ideen geprägt wurde. Gefördert wurden Ehrgefühl, Unabhängigkeit und Achtung vor der persönlichen Würde. Diese Ideale drückten sich auch in dem Verbot körperlicher Züchtigungen aus. Dies führte zu einer starken Kameradschaft und Freundschaft zwischen den Schülern, die teilweise weit über die Schulzeit hinausging und das Verhalten der jungen Adligen bestimmte. 
Die Ausbildung dauerte sechs Jahre (zunächst zwei jeweils dreijährige Kurse, ab 1836 vier Kurse zu je 1,5 Jahren), und es wurden folgende Disziplinen unterrichtet: 
- Ethik (Das Gesetz Gottes, die Ethik, die Logik, Rechtswissenschaften, politische Ökonomie)
- Sprache und Literatur (russische, lateinische, französische und deutsche Literatur und Sprache, Rhetorik)
- Geschichtswissenschaft (russische und allgemeine Geschichte, physische Geografie)
- Mathematik und Physik (Mathematik, Physik und Astronomie, mathematische Geografie, Statistik)

Die ersten drei Jahre waren vorrangig dem Studium der Sprachen gewidmet. Zusätzlich wurden Mathematik, Rhetorik, aber auch Tanz, Schwimmen, Fechten und Reiten gelehrt. In den zweiten drei Jahren war kein festes Unterrichtsprogramm vorgegeben. Es wurden Mathematik, Physik, Sprachen, Literatur und Ethik unterrichtet. Später schlossen sich Studien in den Bereichen Psychologie, Militärstrategie, Wirtschaftspolitik, Strafrecht etc. an.
Der Lehrplan wurde mehrfach geändert, jedoch unter Beibehaltung der geisteswissenschaftlich-juristischen Ausrichtung. Später wurde die Ausbildung der universitären gleichgestellt, und die Absolventen erhielten bürgerliche Dienstgrade der 9. Klasse. Zu Weihnachten 1843 wurde die Schule nach Sankt Petersburg verlegt und dort unter dem Namen Alexander-Lyzeum weitergeführt.

## Absolventen
Während der 33-jährigen Existenz des Lyzeums in Zarskoje Selo hatte die Schule 236 Absolventen. Die bekanntesten waren:
- Nikolai Jakowlewitsch Danilewski
- Anton Antonowitsch Delwig
- Nikolai Karlowitsch de Giers
- Alexander Michailowitsch Gortschakow
- Wilhelm von Kotzebue
- Wilhelm Küchelbecker
- Anatoli Anatoljewitsch Neratow
- Alexander Sergejewitsch Puschkin
- Michail Jewgrafowitsch Saltykow-Schtschedrin
- Sergei Dmitrijewitsch Sasonow
- Nicolaus von Tornauw